# Self (мова програмування)
Self — це об'єктно-орієнтована мова програмування заснована на концепції прототипів. Є діалектом Smalltalk, в мові підтримується динамічна типізація, в ній реалізована ефективна JIT-компіляція.
Мова розроблялася в 1985—1995 роках в лабораторії Xerox PARC, хоча першу реалізацію Девід Унгар зі своїми студентами створив в Стенфордському університеті. У 1991 році команда розробників мови була прийнята на роботу в лабораторію Sun Microsystems.